# آزار مسلمانان در میانمار

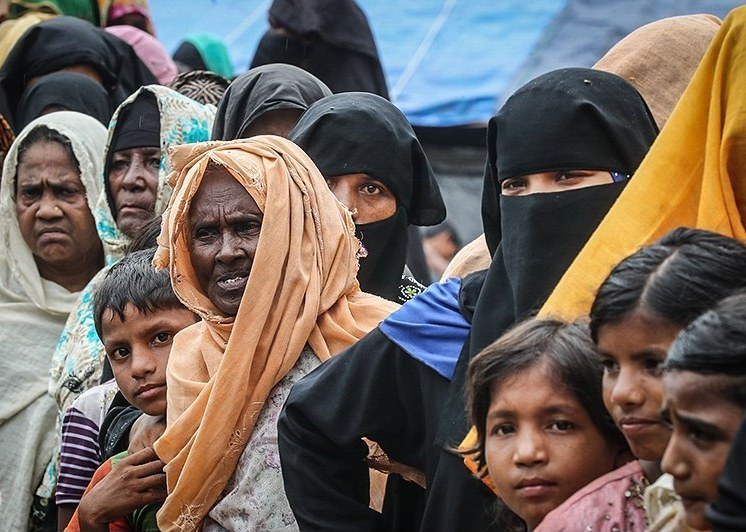
مردم روهینیگا

آزار و اذیت مسلمانان در میانمار، اشاره به درگیری گسترده و قتل‌عام مسلمانان توسط بوداییان در کشور میانمار دارد. سازمان ملل متحد مسلمانان میانمار را که از طرف دولت این کشور از حقوق شهروندی محروم شده‌اند را به عنوان «اقلیت دینی که در معرض بیشترین ظلم‌های انسانی در جهان قرار دارند» معرفی کرده‌است. در حال حاضر دولت این کشور تابعیت مسلمانان را انکار می‌کند و آن‌ها را مهاجران غیرقانونی از بنگلادش می‌خواند.

## تاریخچه
از قرن اول هجری اسلام در میانمار گسترش یافت. بازرگانان مسلمان از مسیرهای زمینی که از منطقه غربی میانمار و ایالت آراکان در این کشور می‌گذشت به مناطق غربی چین سفر می‌کردند. بسیاری از این افراد در منطقه ساحلی آراکان، اقامت گزیدند و نخستین مناطق تجمع مسلمانان را ایجاد کردند. سیاحان چینی در نوشته‌های خود از مناطق ایرانی‌نشین در مرزهای بین میانمار و یونن (ایالتی در جنوب غربی چین) در قرن سوم میلادی یاد کرده‌اند.
تقریباً تا سال ۱۷۷۴ میلادی مسلمانان در آنجا مشکل نداشتند، در آن مقطع یک بودایی به نام بوداپایا در آن منطقه به قدرت می‌رسد و با مسلمانان بنای ناسازگاری می‌گذارد و اجرای قوانین اسلامی را ملغی می‌کند. از آن زمان به بعد اختلافات مسلمانان میانمار با دولت شروع می‌شود، حقوق مسلمانان نادیده گرفته می‌شود، تبعیض‌ها تشدید می‌شود و مسئله مسلمانان به تدریج به عنوان یک معضل مطرح و کشورهای منطقه متوجه این موضوع می‌شوند و حتی به سطح بین‌المللی نیز می‌رود و تا امروز نیز از موضوعات حقوق بشری در سطح بین‌الملل است. در این مدت تعدادی از مسلمانان گروه‌های چریکی تشکیل دادند و مبارزاتی هم داشتند و برخی برای اینکه از این وضعیت رها بشوند، به کشورهای هند و بنگلادش مهاجرت کردند و در آنجا زندگی می‌کنند.

## آزار و اذیت مسلمانان

### سال‌های ۱۹۳۰–۱۹۳۸
بعد از تسلط انگلیس بر سراسر میانمار در ۱۸۸۶ میلادی، پای هندی‌ها و نیز مسلمانان بنگالی به این کشور گشوده شد و در ۱۹۲۱ تقریباً بیش از نیم میلیون نفر مسلمان هندی در میانمار ساکن شده بودند. مهاجرت مسلمانان هند به برمه و به دست گرفتن مشاغل عمده تجاری باعث نارضایتی مردم این کشور شد. در سال‌های ۱۹۳۰–۱۹۳۸ اغتشاشات گسترده‌ای علیه مهاجران هندی صورت گرفت و در جنگ جهانی دوم در خلال خروج نیروهای انگلیسی و ورود سربازان ژاپنی به میانمار، افراد قوم ماگ (بودایی مذهب)، به محله‌های مسلمان‌نشین در آراکان حمله‌ور شدند و هزاران نفر از مسلمانان را کشتند.

### سال ۱۹۳۸
در سال ۱۹۳۸ به دنبال افزایش خشونت علیه مسلمانان ۲۰۴ نفر کشته حدود ۱۰۰۰ نفر زخمی و ۱۱۳ مسجد تخریب شد.

### سال ۱۹۴۸
با حضور ژاپنی‌ها در آراکان، مسلمانان آن منطقه علیه ژاپنی‌ها وارد عمل گردیدند و با انگلیسی‌ها همکاری کردند. پس از تسلط مجدد نیروهای انگلیس بر آراکان در ۱۹۴۵ تا ۱۹۴۸ که میانمار به استقلال رسید اداره امور منطقه عمدتاً به مسلمانان سپرده شده بود، مسلمانان آراکان از محمدعلی جناح رهبر مسلمانان هند، خواسته بودند که آراکان را نیز به عنوان قسمتی از پاکستان بپذیرد. این پیشینه سبب شد که دولت مستقل میانمار، پس از آنکه در ۱۹۴۸ به قدرت رسید به آزار و اذیت مسلمانان به‌ویژه مسلمانان ناحیه آراکان بپردازد.

### سال ۱۹۶۲
دولت در سال ۱۹۶۲ میلادی حج را ممنوع کرد. به دنبال فشار حکومت، بیش از نیم میلیون از مسلمانان برمه‌ای به کشورهای بنگلادش، هند، پاکستان، مالزی، تایلند، سنگاپور، امارات، عربستان و ممالک دیگر مهاجرت نموده‌اند. دولت برمه کنترل شدیدی بر فعالیت‌های مساجد اعمال می‌کند، آمار ازدواج و تمایل مردم جهت انجام قربانی در مراسم عید قربان و نیز آمار افرادی که در مساجد به آموختن قرآن کریم مشغول می‌شوند، به دولت گزارش داده می‌شود.
در گزارش نشریه انگلیسی ساندی تایمز آمده‌است که نظامیان قصد دارند، بودایی‌ها را به ایالت آراکان، در غرب میانمار که در گذشته مسلمان‌نشین بوده‌است، گسیل دارند. از ۱۴۳۰ میلادی تا ۱۷۸۴ در این منطقه قوانین اسلامی اجرا می‌شده‌است.

### سال ۲۰۰۱
در ۱۵ می این سال حملات جدیدی علیه مسلمانان شکل گرفت. ۲۰۰ مسلمان کشته شدند ۱۱ مسجد تخریب شد و حدود ۴۰۰ خانه آتش گرفت. در همین روز ۲۰ مسلمان که در مسجدی در حال اقامه نماز بودند، کشته شدند.

### سال ۲۰۱۲
خشونت‌ها علیه مسلمانان این منطقه در سال ۲۰۱۲ بعد از کشته شدن ۱۱ مسلمان توسط ارتش میانمار و حمله یک گروه بودائیان به اتوبوس حامل مسلمانان و کشته شدن یک بودائی در پاسخ به این حمله آغاز شد. در چنین شرایطی بودایی‌ها با حمله به مناطق مسلمان‌نشین بیش از ۲۰۰۰ منزل مسکونی متعلق به مسلمانان را به آتش کشیدند و بیش از یک صد هزار نفر را آواره و بی خانمان کردند.

### سال ۲۰۱۶
در این سال چندین مسجد در شهرهای مختلف تخریب شد. همچنین در اواخر این سال بوداییان افراطی به همراه ارتش این کشور حملاتی را علیه مسلمانان آغاز کردند.

### سال ۲۰۱۷
در ۲۸ اوت، خبرگزاری آناتولی اعلام کرد در حملات صورت گرفته از ۲۵ اوت توسط ارتش میانمار در ایالت آراکان ۲ الی ۳ هزار مسلمان کشته شده‌اند. آنیتا شاگ، سخنگوی شورای روهینگیای اروپا(ERC)، در این خصوص گفت: این قتل‌عام مسلمانان میانمار نسبت به سال ۲۰۱۲ و اکتبر گذشته صد برابر شده و اوضاع هیچ‌گاه به این اندازه وخیم نبوده‌است.
خبرگزاری رویتر ۳۱ اوت گزارش کرد که منابع سازمان ملل گفتند در حدود ۲۷۴۰۰ نفر از مسلمانان روهینگیا در طی هفته گذشته به دلیل خشونت‌های میانمار به بنگلادش فرار کردند و ۲۰ هزار نفر نیز در منطقه‌ای که بین دو کشور که خارج از حاکمیت دو کشور است، تجمع کرده‌اند.
ارتش و پلیس میانمار حمایت آشکار و نهان از بودائیان تندرو طی سال‌های ۲۰۱۲ تا ۲۰۱۷ داشته‌اند. بر اثر حملات ارتش میانمار به روستاهای محل استقرار مسلمانان روهینگیا طی ماه سپتامبر ۲۰۱۷ و به آتش کشیدن خانه‌های مسلمانان و با اعمال فشار از طریق کشتار مردان و به اسارت بردن و حتی تجاوز جنسی به زنان و دختران، در صدد «کوچ اجباری» آنان به بنگلادش هستند.

#### واکنش‌ها
- مجمع عمومی ملل متحد از دولت میانمار خواسته‌است تا به کارزار نظامی علیه اقلیت مسلمان در آن کشور پایان دهد. ۱۲۲ عضو سازمان ملل به قطعنامه ارائه‌شده در این زمینه رای مثبت داده‌اند و چند کشور، از جمله روسیه، چین و سوریه نیز با آن مخالفت کرده‌اند.[۱۸]
- در تاریخ اول سپتامبر ۲۰۱۷ آنتونیو گوترش دبیرکل سازمان ملل در رابطه با گزارش‌های خشونت‌ها در شمال غرب میانمار اظهار نگرانی کرد و خواهان خویشتنداری برای ممانعت از «فاجعه انسانی» در ایالت راخین میانمار شد گوترش در بیانیه‌ای گفت: «دبیرکل در رابطه با گزارش‌هایی مبنی بر زیاده روی‌ها توسط نیروهای امنیتی میانمار در استان راخین عمیقاً نگران است و مصرانه خواهان خویشتنداری و آرامش برای ممانعت از فاجعه انسانی می‌باشد».[۱۹]
- براساس گزارش‌های منتشر شده در ۱۵ سپتامبر ۲۰۱۷ سازمان عفو بین‌الملل با انتشار تصاویر ماهواره ای از به آتش کشیدن روستاهای مسلمانان روهینگیا در ایالت راخین (غرب میانمار) توسط دولت میانمار خبر داد. عفو بین‌الملل گفت این تصاویر از تلاش سازمان یافته برای بیرون راندن مسلمانان به خارج از میانمار حکایت دارد.
- در همین تاریخ وزیر خارجه آمریکا، رکس تیلرسون در واکنش به ادامه خشونت‌ها در این کشور گفت: «دموکراسی در میانمار در معرض آزمون بنیادی قرار گرفته‌است.»[۲۰]
- در ۸ سپتامبر ۲۰۱۷ ملاله یوسف‌زی، برنده جایزه صلح نوبل، خواستار حمایت جامعه جهانی از اقلیت مسلمان روهینگیا شد و از آنگ سان سوچی خواست که در این باره اقدام کند.[۲۱]
- در ۲۷ اکتبر ۲۰۱۷ گروه حقیقت‌یاب حقوق بشر سازمان ملل متحد اعلام کرد که آوارگان روهینگیا قربانی کشتار، شکنجه، تجاوز و آتش‌افروزی عمدی، روشمند و مداوم بوده‌اند.[۲۲]

## واکنش ایران
سید علی خامنه‌ای در یکی از سخنرانی‌هایش با انتقاد از اکتفا کردن دبیرکل سازمان ملل به محکوم کردن جنایات در میانمار گفت: مدعیان حقوق بشر که گاهی برای مجازات یک مجرم در یک کشور، جنجال و هیاهو می‌کنند، در مقابل کشتار و آواره شدن ده‌ها هزار نفر از مردم میانمار، هیچ عکس‌العملی نشان نمی‌دهند.